# Miltochrista indica
Miltochrista indica är en fjärilsart som beskrevs av Moore 1879. Miltochrista indica ingår i släktet Miltochrista och familjen björnspinnare. Inga underarter finns listade i Catalogue of Life.